# Svetlina, Burgas
Svetlina (în bulgară Светлина) este un sat în comuna Sredeț, regiunea Burgas,  Bulgaria. 

## Demografie
Componența etnică a satului Svetlina
     Turci (3,03%)
     Bulgari (84,09%)
     Romi (1,51%)
     Nicio identificare (6,43%)
     Altele (4,92%)
La recensământul din 2011, populația satului Svetlina era de 264 locuitori. Din punct de vedere etnic, majoritatea locuitorilor (84,09%) erau bulgari, existând și minorități de turci (3,03%) și romi (1,51%). Pentru 6,43% din locuitori nu este cunoscută apartenența etnică.